# Puja Gupta
Puja Gupta (Mumbai, 30 gennaio 1984) è una modella e attrice indiana, vincitrice del concorso di bellezza Femina Miss India Universe nel 2007.

## Biografia
In seguito ha partecipato a Miss Universo 2007, dove è riuscita a classificarsi fra le dieci finaliste, per poi classificarsi nona nella classifica finale del concorso di bellezza, svoltosi a Città del Messico il 28 maggio.
Puja Gupta ha debuttato come attrice nel film di Bollywood F.A.L.T.U.

## Filmografia parziale
- Kehtaa Hai Dil Baar Baar, regia di Rahul Dholakia (2001)